# جان کارپنتر
جان هاوارد کارپنتر (به انگلیسی: John Howard Carpenter) (زادهٔ ۱۶ ژانویه ۱۹۴۸) کارگردان، فیلم‌نامه‌نویس، تهیه‌کننده و تدوین‌گر سرشناش هالیوود است که در ژانر وحشت فعالیت می‌کند.
 از کارپنتر به دلیل ساخت آثاری شاخص در این ژانر به عنوان یکی از سلاطین وحشت یاد می‌کنند.

## زندگی و آثار
پدر جان موسیقی‌دان بود. کارپنتر در جوانی و قبل از تبدیل شدن به یک فیلمساز، به فیلم‌های وسترن و فیلم‌های علمی-تخیلی ارزان‌قیمت دهه ۱۹۵۰ علاقهٔ بسیاری داشت.
تاثیرِ فیلم‌های وسترن را در بیشتر فیلم‌هایی که ساخته به خوبی می‌توان مشاهده کرد. کارپنتر در اوایل دههٔ ۱۹۶۰ وارد مدرسهٔ فیلم‌سازی دانشگاه کالیفرنیا شد و چهارده سال بعد اولین فیلم بلندش را ساخت. کارپنتر در سال ۱۹۷۹ با آدرین باربیایو (بازیگر) ازدواج کرد ولی این پیوند تنها تا سال ۱۹۸۴ دوام یافت. جان کارپنتر در سال ۱۹۹۰ با سندی کینگ ازدواج کرد که تا به امروز دوام یافته است.

### دهه هفتاد
در سال ۱۹۷۴، درحالیکه همچنان دانشجو بود اولین فیلمش را به نام ستاره تاریک ساخت که فیلمی علمی-تخیلی بود. این فیلم ارزان قیمت اما سرشار از ایده و نوآوری بود و حرف‌های بسیاری برای گفتن داشت. کارپنتر در ۱۹۷۶ اولین فیلم حرفه‌ای‌اش، حمله به کلانتری ۱۳ را ساخت که به نوعی بازسازیِ ریو براوو ساختهٔ هاوارد هاکس به حساب می‌آمد.
فیلم بعدی وی، هالووین بود که تا به امروز موفق‌ترین فیلم او به حساب می‌آید و کارپنتر را تبدیل به یک فیلمساز ژانر وحشت کرد. هالووین یکی از تأثیرگذارترین فیلم‌های تاریخ سینمای آمریکا به حساب می‌آید. بسیاری از عناصر این فیلم به رکن اصلی فیلم‌های این ژانر تبدیل شدند. از سویی دیگر، نحوهٔ روایت فیلم و جلوه‌های بصری‌اش ژانر فرسوده وحشت را احیا کرد. علاوه بر این، می‌توان گفت که هالووین زیرشاخه‌ای تحت عنوان اسلشر را برای ژانر وحشت به معنی واقعی کلمه ثبت کرد که تا به امروز ادامه یافته‌است. این فیلم مستقل و کم‌بودجه پرفروش شد و نام کارپنتر را بر سر زبان‌ها انداخت.
کارپنتر در اواخر دهه هفتاد فیلم الویس را ساخت که برداشتی از زندگی الویس پرسلی بود.

### دهه هشتاد
در سال ۱۹۸۰ فیلم مه را ساخت. داستان این فیلم ترسناک، درباره اهالی شهر کوچکی بود که اعمال کثیفشان، باعث به وجود آمدن موجودات فراطبیعی می‌شد. در سال ۱۹۸۱ کارپنتر فیلم فرار از نیویورک را با بازی کرت راسل ساخت. یک فیلم اکشن و آخرالزمانی تمام‌عیار که بی‌شباهت به وسترن‌های سرجو لئونه و هاوارد هاکس نبود. کارپنتر در سال ۱۹۸۲ فیلم ترسنک و علمی-تخیلی موجود را — باز هم با قرار دادن کرت راسل در نقش اول — ساخت که بازسازی فیلمی کلاسیک به نام چیزی از دنیای دیگر بود. موجود روایتگر نبرد اعضای یک ایستگاه فضایی با موجودات بیگانه را می‌پرداخت.
کریستین، آدم‌فضایی و مشکل بزرگ در چین کوچک فیلم‌های بعدی وی بودند که موفقیت نسبی کسب کردند.
کارپنتر پس از مدتی، به خاطر دخالت‌های بی شمار مدیران استودیوها و بعضاً تهیه کننده‌ها، دوباره و همچو روزهای اول فیلمسازی، به فیلم‌سازی مستقل روی آورد و با سرمایه‌های شخصی شروع به کار کرد و فیلم‌های ارزان قیمت اما با کیفیت ساخت.
کارپنتر شاهزاده تاریکی را در سال ۱۹۸۷ و آنها زندگی می‌کنند را در سال ۱۹۸۸ ساخت که حرف‌های زیادی برای گفتن داشت.

### دهه نود
در دههٔ ۹۰ فیلم کمدی خاطرات مردی نامرئی او ناموفق عمل کرد. اما کارپنتر در ۱۹۹۵ به دنیای خود بازگشت و فیلم در کام جنون را ساخت که از برترین آثار وحشت یاد می‌شود. دهکده نفرین‌شدگان، فرار از لس آنجلس و خون‌آشامان فیلم‌های دیگر کارپنتر در دهه ۹۰ بودند که چندان تحویل گرفته نشدند.

### دوهزار تاکنون
کارپنتر در سال ۲۰۰۱ فیلم ارواح مریخ را ساخت و در حدود یک دهه، به دلیل عدم پشتیبانی، فیلم‌سازی را کنار گذاشت. در سال ۲۰۱۰ فیلم مستقل نگهبان را کارگردانی کرد که فیلمی موفق و ارزشمند ولی نه پرفروش، در ژانر وحشت به حساب می‌آید.

## فیلمشناسی
- ستاره تاریک (۱۹۷۴)
- حمله به کلانتری ۱۳ (۱۹۷۶)
- هالووین (۱۹۷۸)
- الویس (۱۹۷۹)
- مه (۱۹۸۰)
- فرار از نیویورک (۱۹۸۱)
- موجود (۱۹۸۲)
- کریستین (۱۹۸۳)
- آدم‌فضایی (۱۹۸۴)
- مشکل بزرگ در چین کوچک (۱۹۸۶)
- شاهزاده تاریکی (۱۹۸۷)
- آنها زندگی می‌کنند (۱۹۸۸)
- خاطرات مردی نامرئی (۱۹۹۲)
- سکوت ژامبون‌ها (۱۹۹۴)
- در کام جنون (۱۹۹۵)
- دهکده نفرین‌شدگان (۱۹۹۵)
- فرار از لس آنجلس (۱۹۹۶)
- خون‌آشامان (۱۹۹۸)
- ارواح مریخ (۲۰۰۱)
- نگهبان (۲۰۱۰)